# Califorídeos
Os califorídeos (Calliphoridae) são uma família de insetos da ordem Diptera. Com mais de 1900 espécies conhecidas, são chamadas popularmente de moscas-varejeiras ou moscas bicheiras. Diversas espécies possuem importância econômica, forense, médica e ecológica. 
Possuem distribuição global, com exceção dos polos. São amplamente encontradas no ambiente urbano, especialmente no lixo e em locais com pouco saneamento.
As larvas de moscas-varejeiras normalmente se desenvolvem em substratos orgânicos em decomposição, como fezes, detritos ou organismos mortos. Por serem um dos primeiros organismos a colonizar cadáveres após a morte, são especialmente úteis em investigações criminalísticas ao possibilitar a estimava do Intervalo Pós-Morte (IPM).
Algumas larvas de espécies desta família podem causar miíase ao infestar tecidos humanos e de outros animais, inclusive invertebrados. Além disso, podem ser vetores mecânicos de microorganismos patogênicos. Devido aos prejuízos à pecuária, a mosca-bicheira Cochliomyia hominivorax foi erradicada nos Estados Unidos em 1982 utilizando-se a técnica do inseto estéril.
A família é atualmente considerada monofilética.

## Descrição

### Características
Os adultos de Calliphoridae são geralmente iridescentes com coloração metálica, muitas vezes com tórax e abdómen azuis, verdes ou pretos. As antenas são de três segmentos e aristadas. As aristas são plumosas em todo o comprimento e o segundo segmento antenal é nitidamente estriado. Os membros de Calliphoridae têm veias Rs 2 ramificadas, suturas frontais estão presentes e os calípteros são bem desenvolvidos.
As características e disposições de cerdas semelhantes a pelos são utilizadas para diferenciar os membros desta família. Todas as moscas varejeiras possuem cerdas localizadas no meron. A presença de duas cerdas notopleurais e de uma cerda pós-umeral mais posterior localizada lateralmente à cerda pré-sutural são características que devem ser procuradas para identificar esta família.
O tórax apresenta sutura dorsal contínua ao meio, juntamente com calos posteriores bem definidos. O pós-cutelo é ausente ou pouco desenvolvido. A costa é intacta e a subcosta é aparente.

### Alimentação e desenvolvimento
Espécies da família Calliphoridae estão usualmente associadas ao ectoparasitismo, pois suas larvas se alimentam de tecido animal, em decomposição ou não.

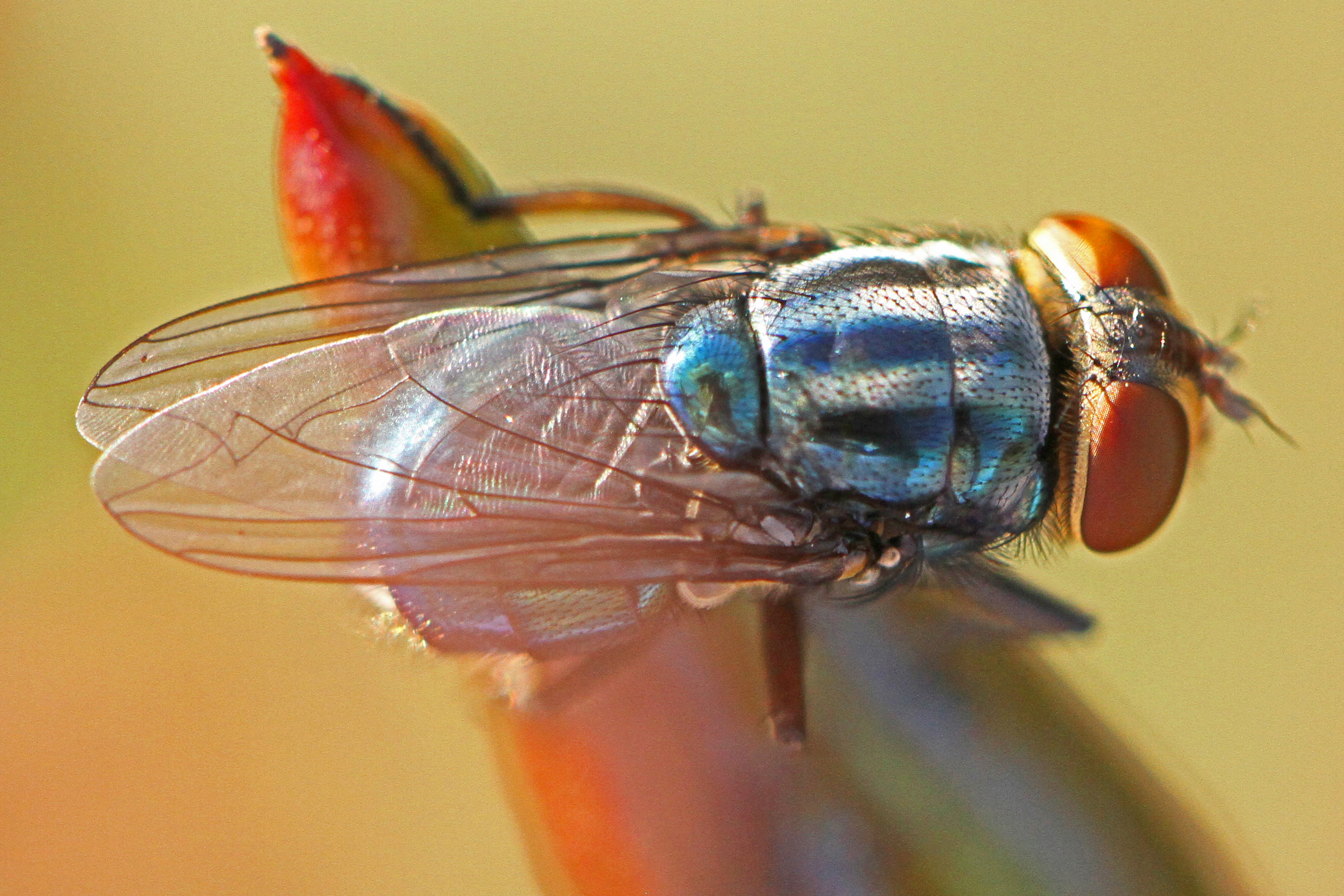
Cochliomyia macellaria

É possível classificar os hábitos alimentares das larvas em: saprófago, normalmente vivendo em matéria orgânica em decomposição, mas também pode ocorrer a invação secundária de infestações ocorrentes, como em áreas necrosadas; ectoparasitismo facultativo, no qual é possível viver tanto como saprófago quanto iniciar uma miíase e viver como ectoparasita; parasitismo obrigatório, caracterizado pela alimentação exclusiva do tecido de hospedeiros vivos.
As espécies parasitas obrigatórias são adaptadas a uma ampla gama de animais hospedeiros, tanto vertebrados quanto invertebrados.

## Evolução

### Origem e diversificação
Com base em dados de datação molecular a partir de genoma mitocondrial, estima-se que o grupo surgiu a cerca de 22,4 milhões de anos, próximo a transição entre Oligoceno e Mioceno, e sofreu uma grande e rápida diversificação até o tempo presente, ocupando todos os continentes (exceto Antártida).

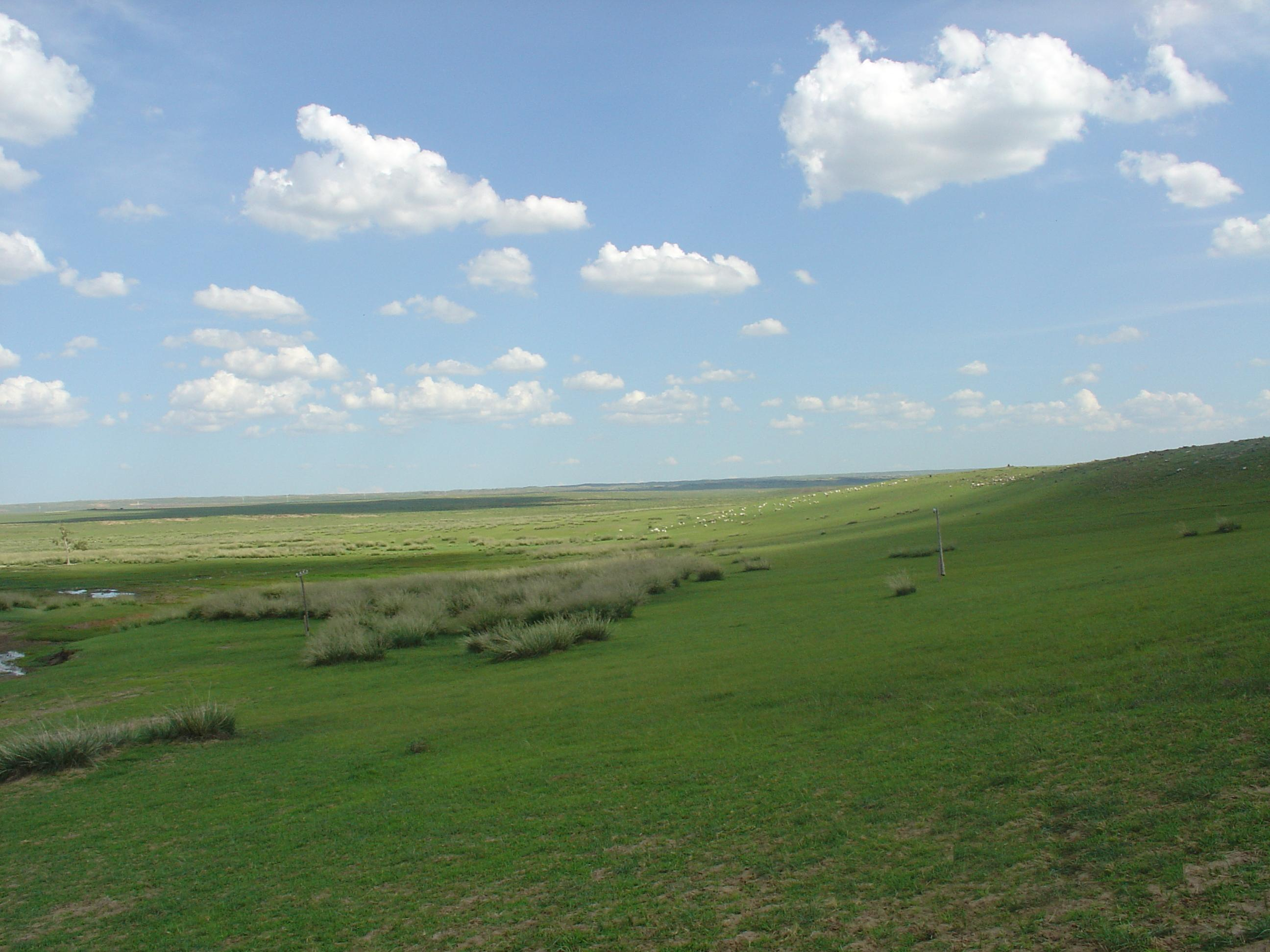
A expansão dos prados pode ter criado novos nichos ecológicos que possibilitaram a diversificação de moscas varejeiras.

Acredita-se que sua diversificação foi estimulada por processos evolutivos e geológicos que possibilitaram a ocupação de novos nichos ecológicos, principalmente a expansão e sucesso evolutivo de grandes mamíferos herbívoros pastadores, a partir do aumento dos biomas de prados, ocasionado por mudanças de clima globais no Mioceno.

### Parasitismo
Diversas espécies da família desenvolveram parasitismo e a capacidade de se alimentar de tecido vivo de vertebrados superiores de forma independente ao longo de sua história evolutiva. Este fato é um dos maiores exemplos de convergência evolutiva em insetos, e torna o grupo interessante para o estudo de evolução molecular.

## Galeria

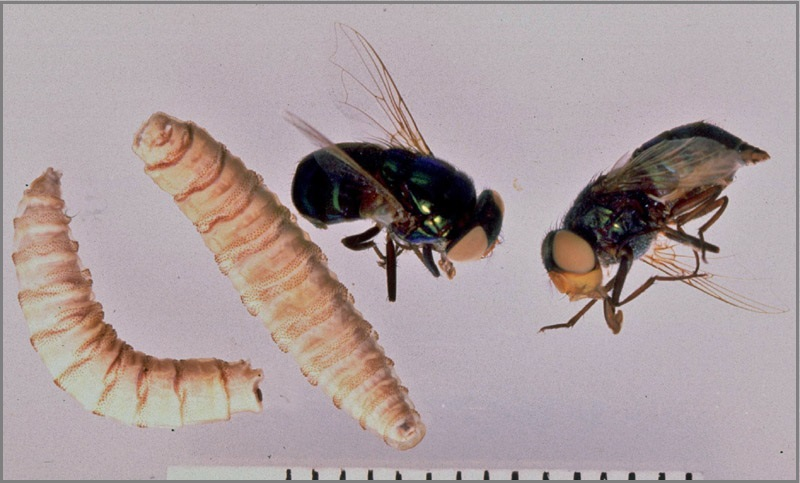
Indivíduos adultos e larvas de Chrysomya bezziana.
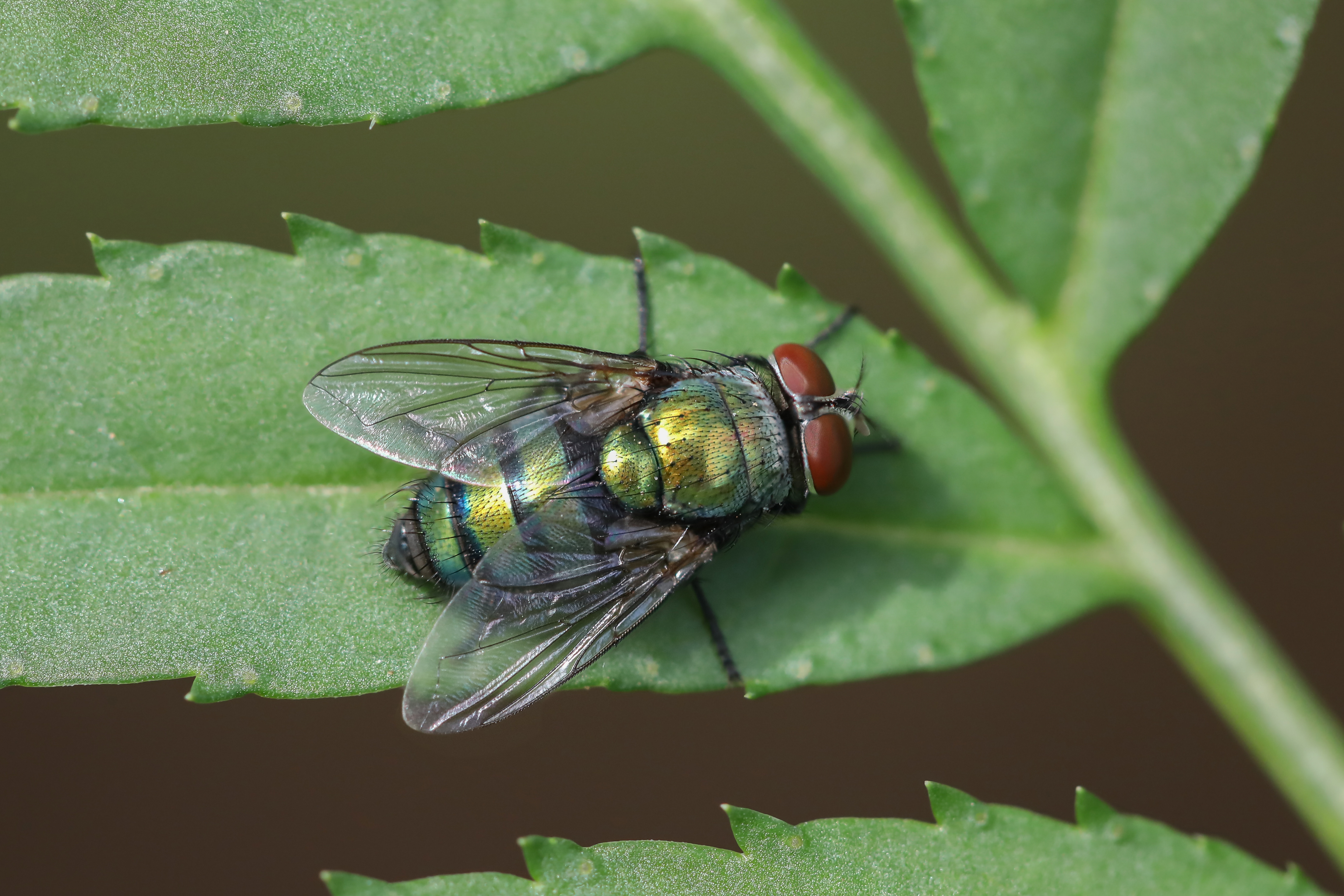
Chrysomya sp.
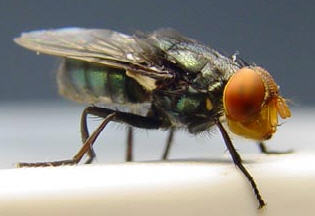
Cochliomyia hominivorax.
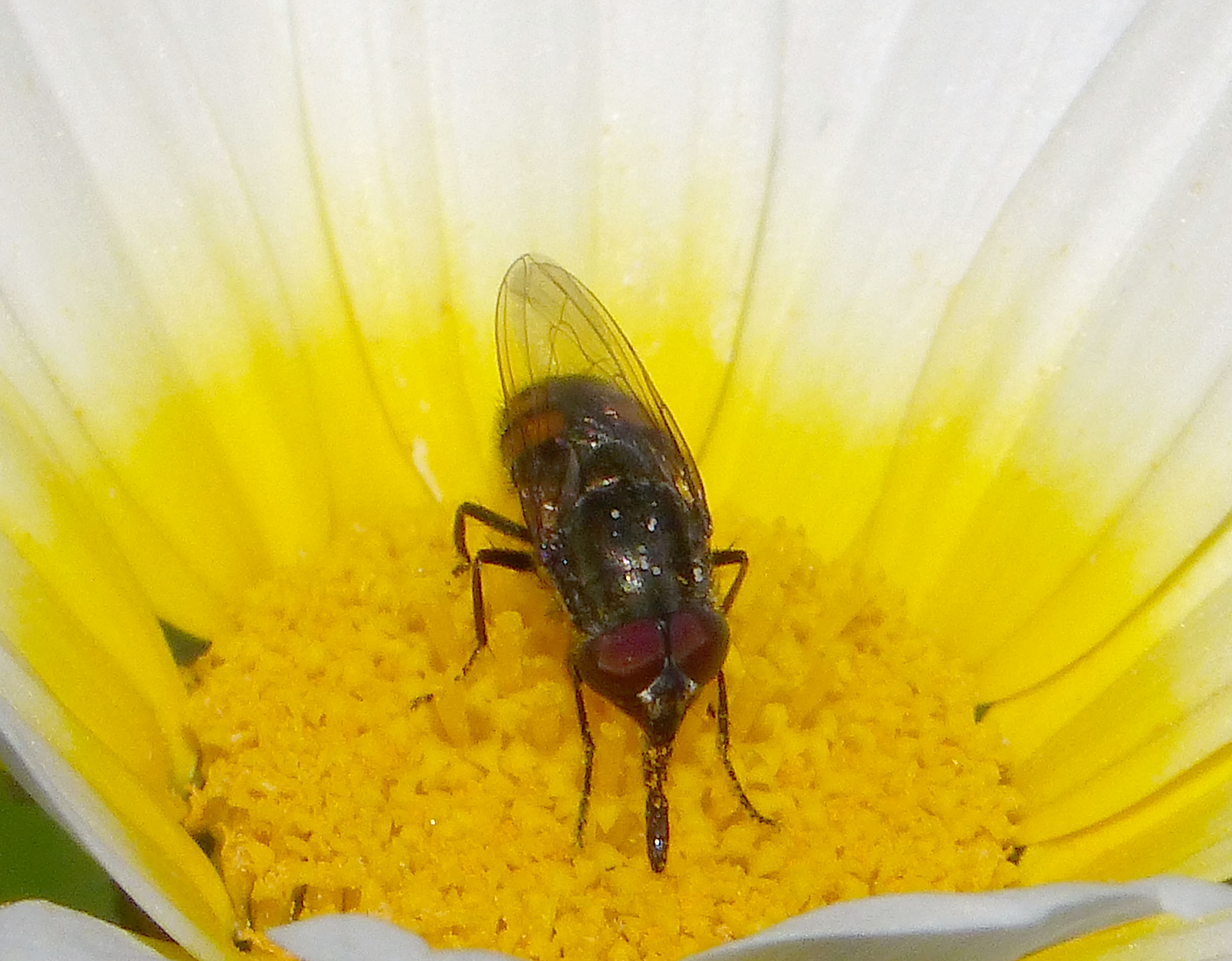
Stomorhina lunata.
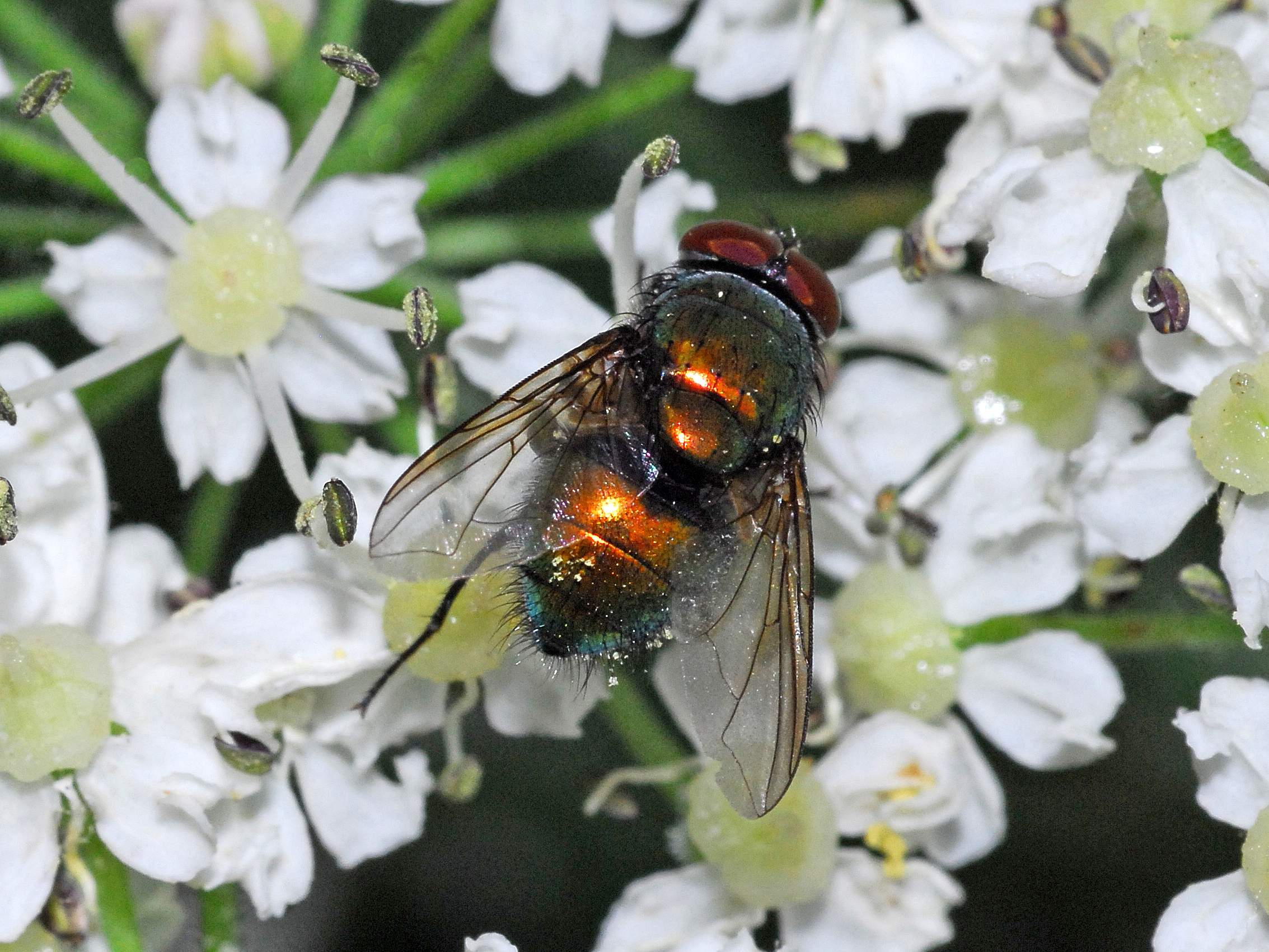
Lucilia illustris.
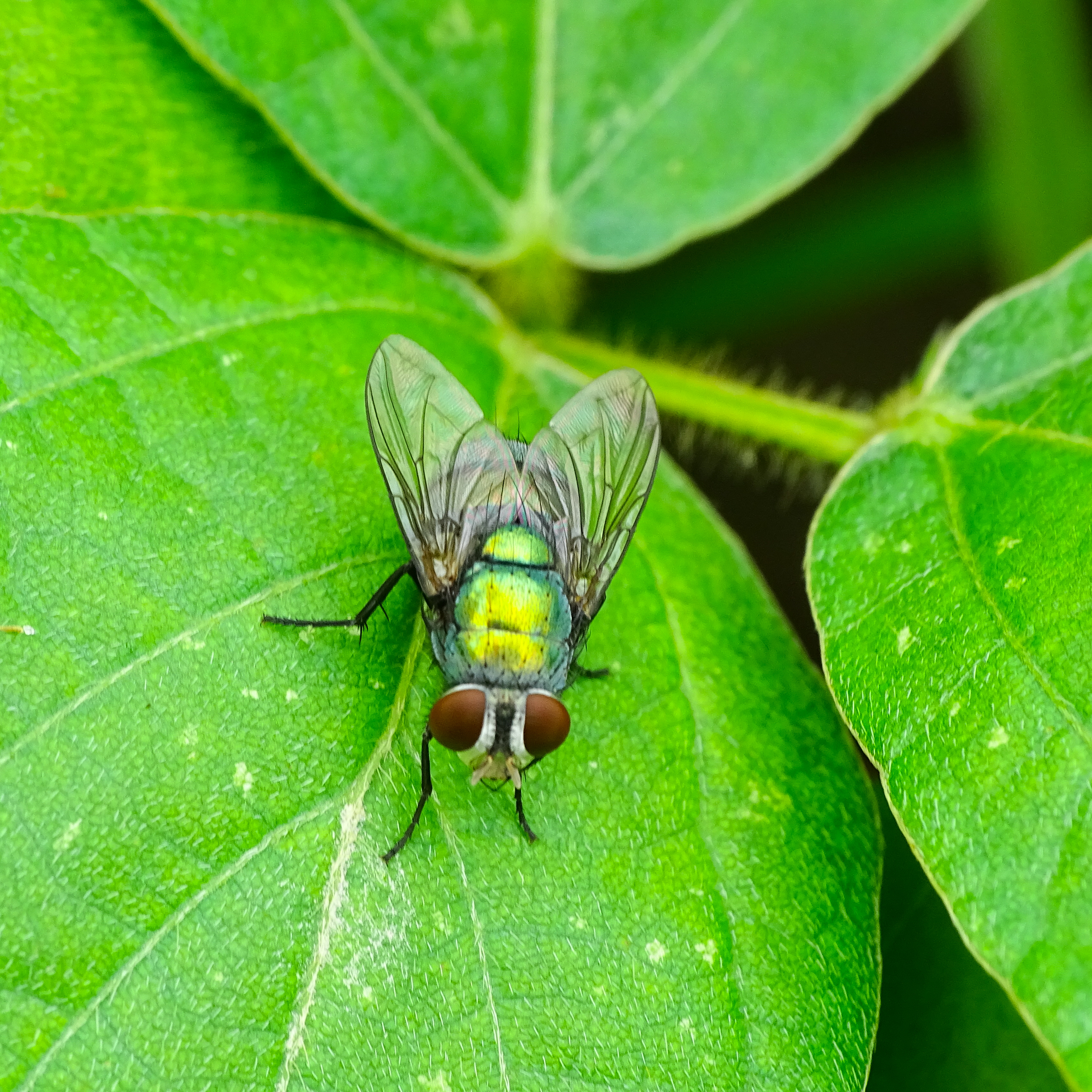
Lucilia sp.
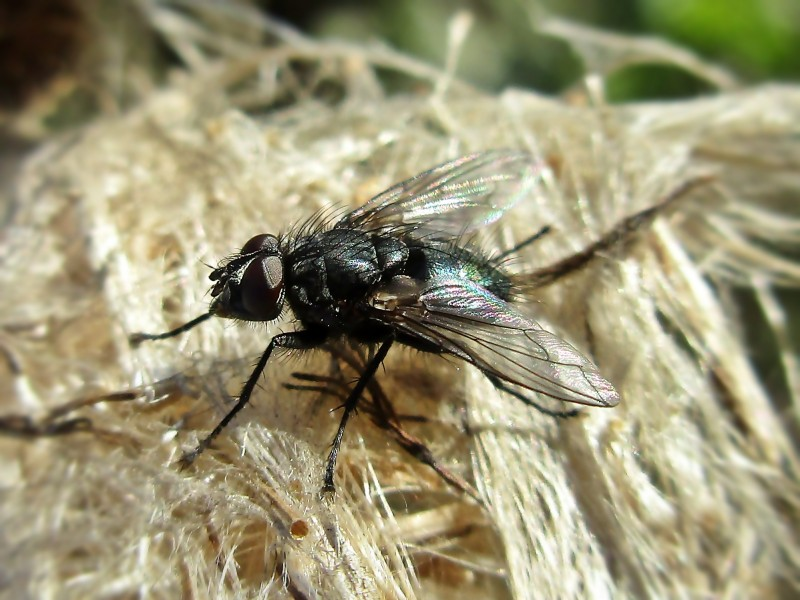
Bellardia sp.
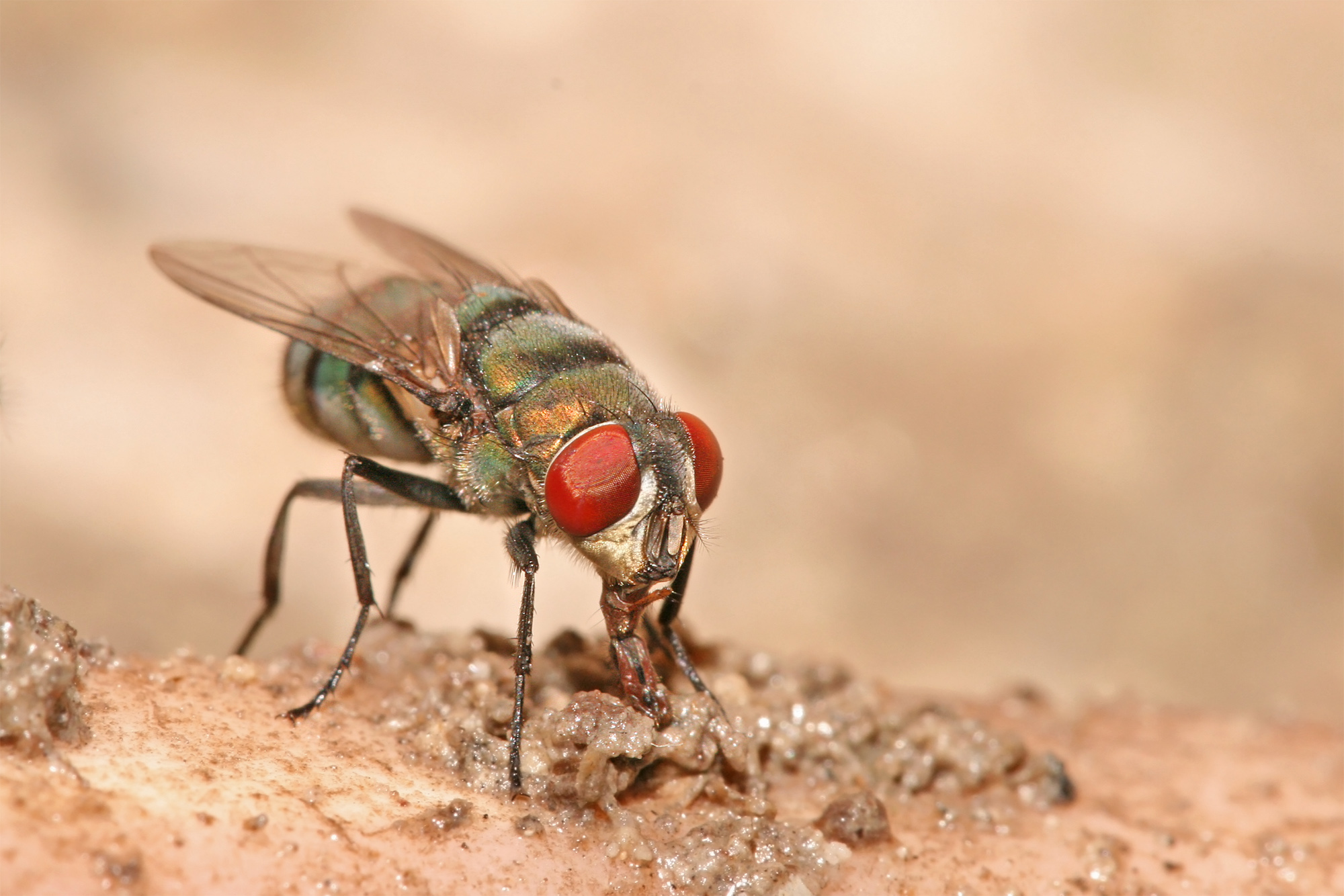
Chrysomya albiceps.
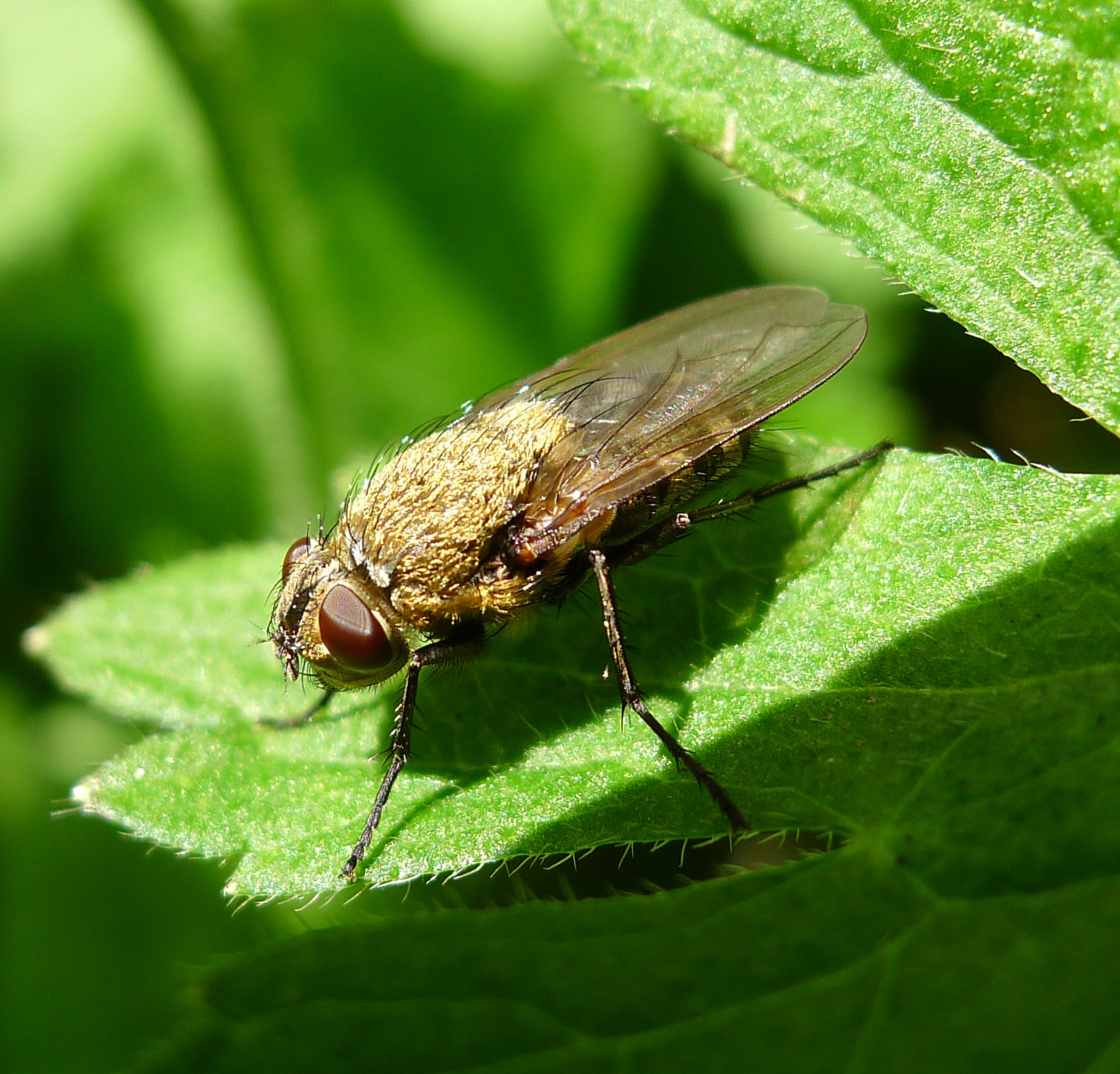
Pollenia sp.
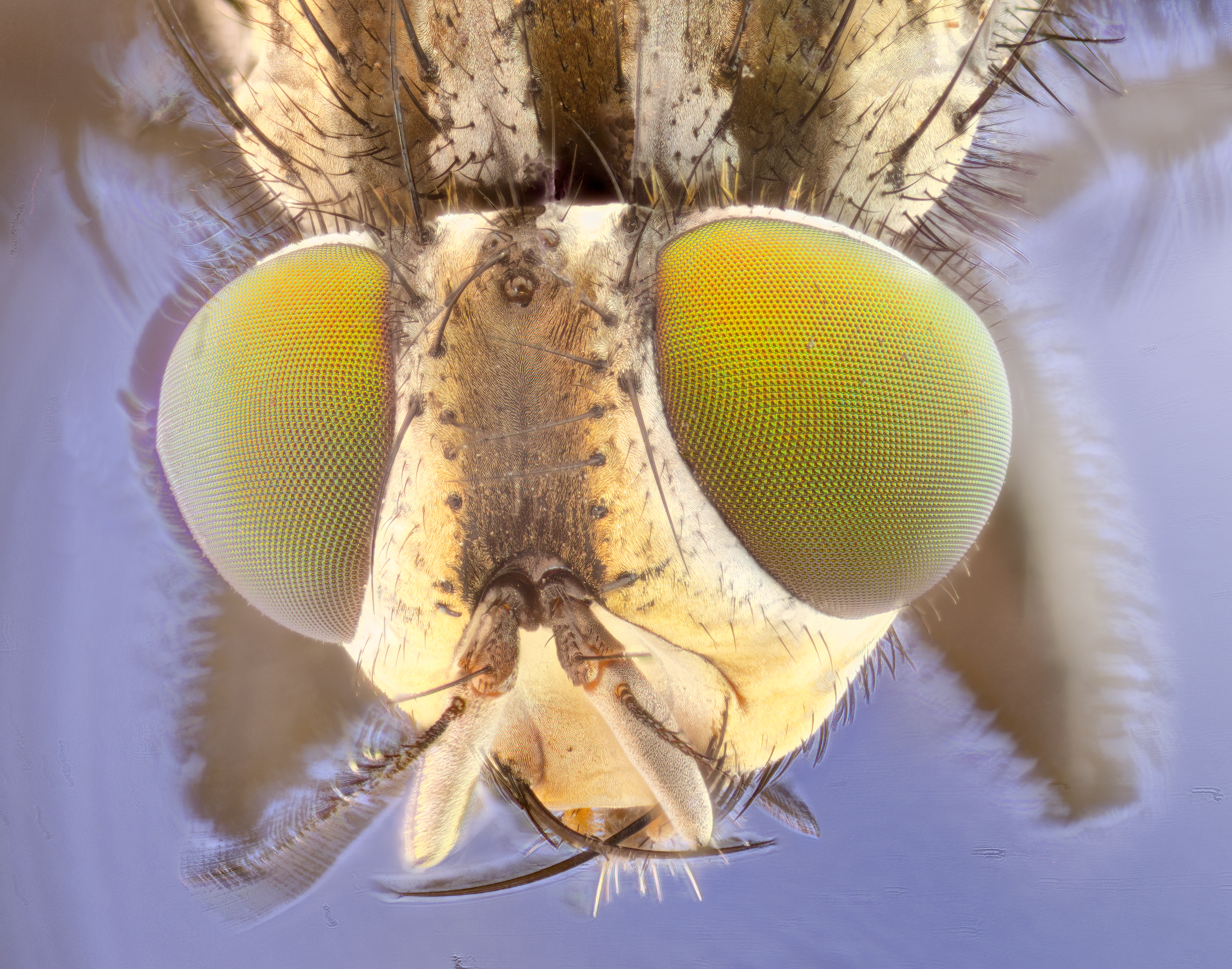
Cabeça de um califorídeo.
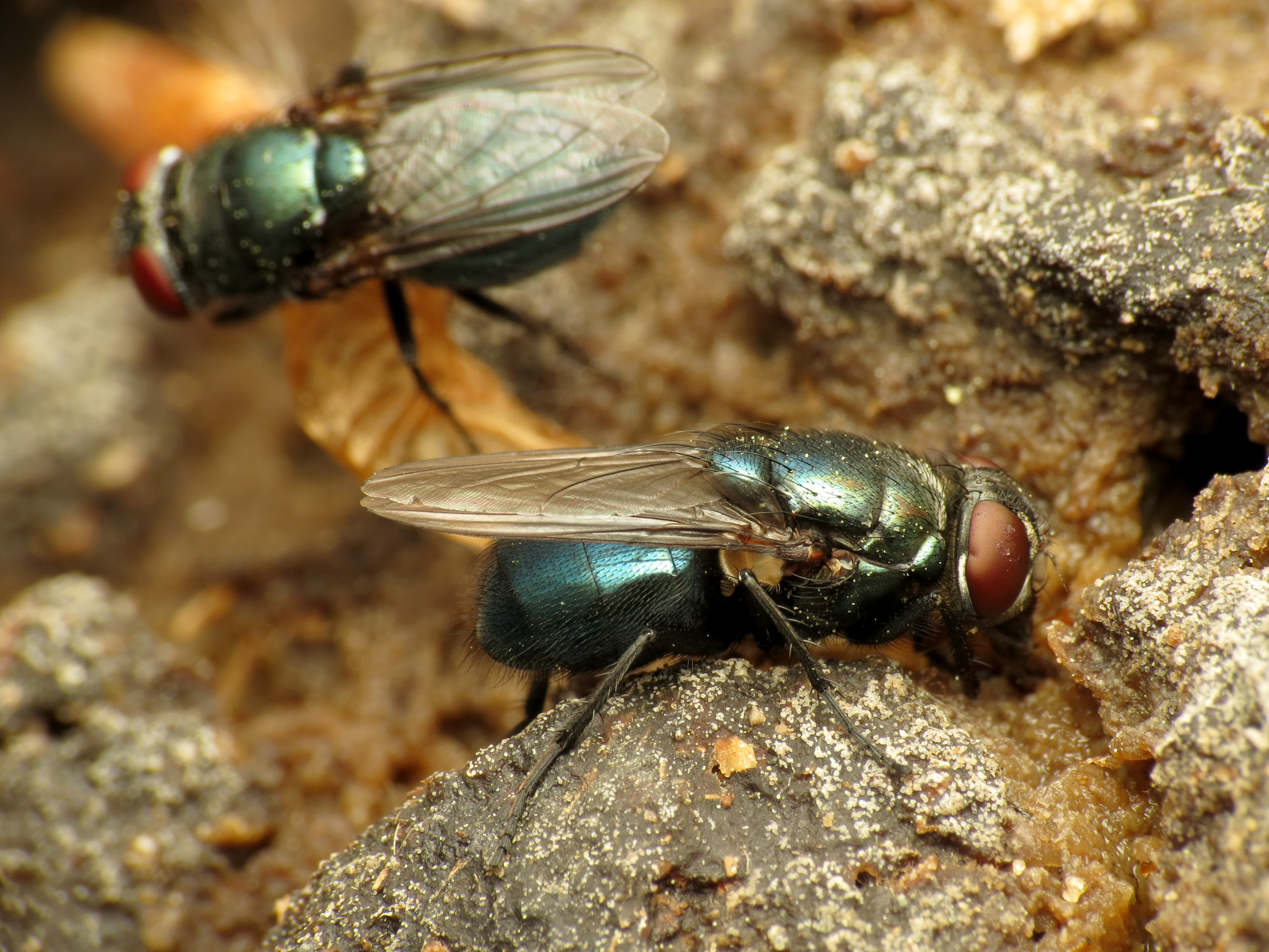
Califorídeos se alimentando em fezes.
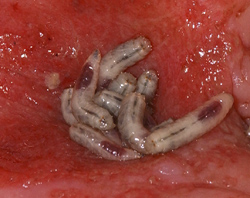
Larvas em tecido vivo.
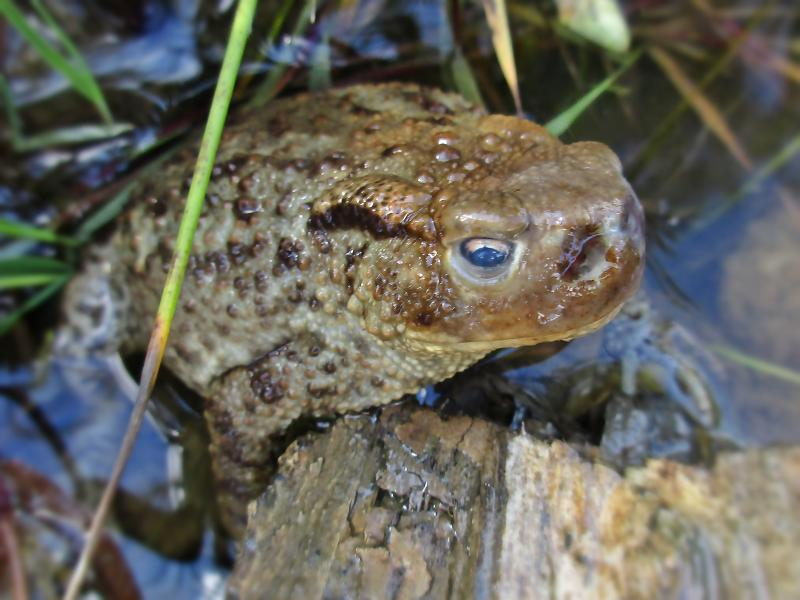
Sapo com miíase causada por Lucilia bufonivora.
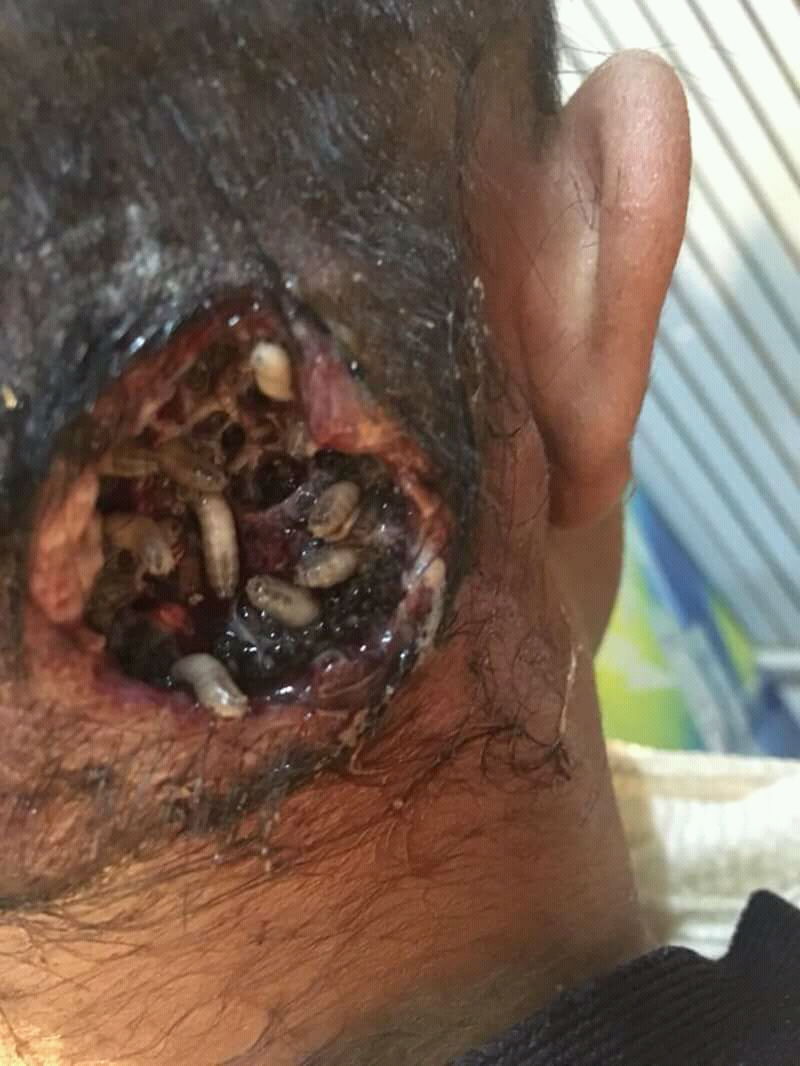
Ferida causada por miíase humana.
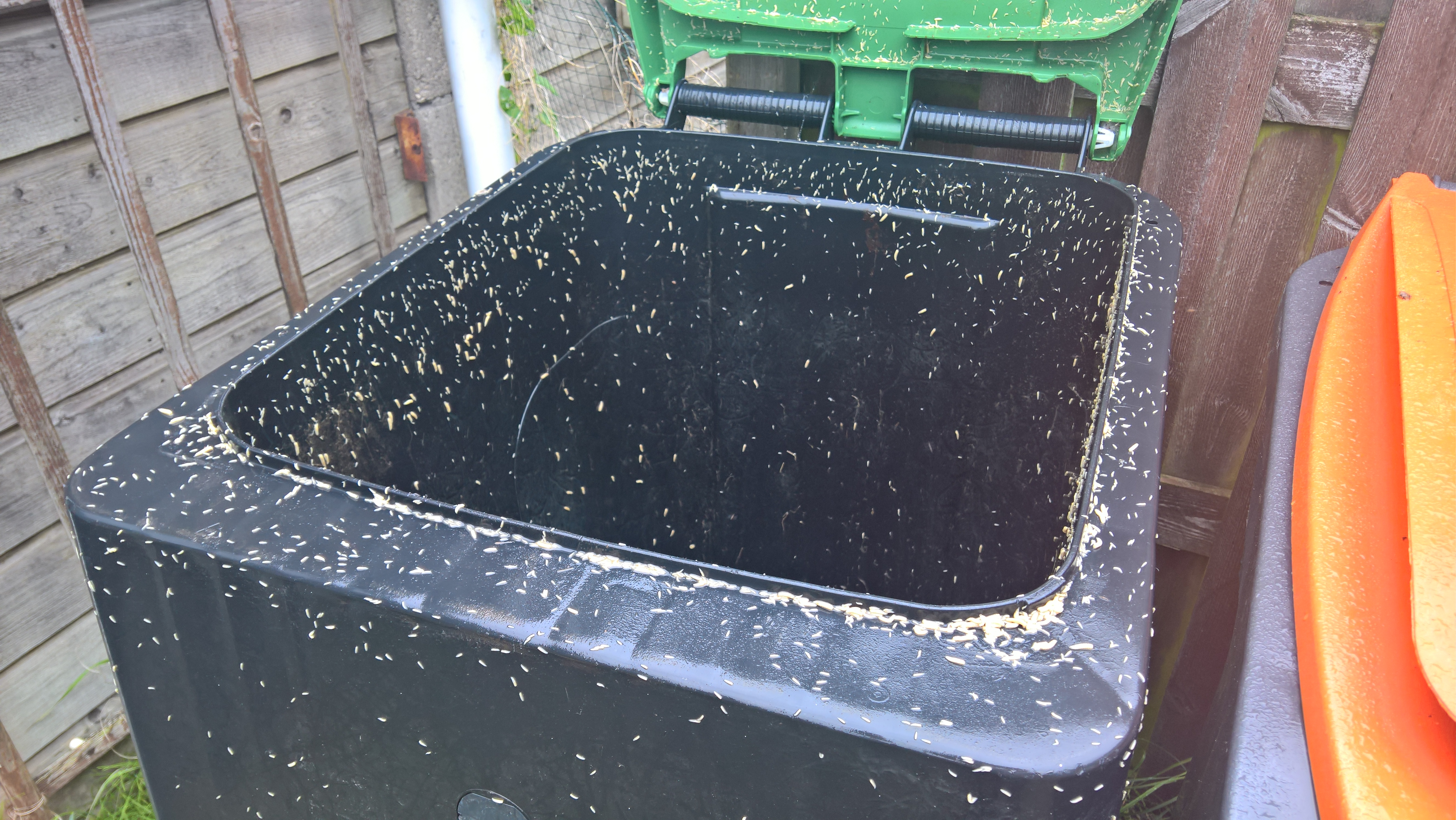
Lixeira infestada por larvas.